# Coma un allo
Coma un allo es un programa concurso de preguntas y respuestas, emitido por la Televisión de Galicia. Comenzó a emitirse el 11 de septiembre de 2017.

## Características
El programa es obra de la productora Centroña PC. Está dirigido por Paco Lodeiro, y presentado por Bernardo Montaña. Cuenta con la colaboración técnica de la escritora María Canosa y del físico Jorge Mira, que ya habían coincidido en Palabras van y Cifras y letras.

## Funcionamiento
En cada programa participan tres concursantes. Cada programa está dedicado a un tema, y cuenta con diversas pruebas.
En el primer bloque están las pruebas Galiwiki (preguntas referentes a Galicia), Fun x Ciencias (preguntas de ámbito científico) y Viaxar e Papar (preguntas sobre la geografía y la gastronomía de Galicia). Alternando estas pruebas está el Bota Contas, donde cada participante debe resolver seis cuentas aritméticas. El siguiente bloque es Cabezas de Allo, con preguntas sobre una persona gallega. En la prueba Allos ou Cascallos, patrocinada por la Real Academia Gallega, cada participante debe resolver dudas ortográficas. En Premer e Falar la primera persona en presionar lo pulsador puede contestar cada pregunta formulada. Las dos personas con más puntos pasan a la siguiente fase, A Allada, consistente en adivinar seis palabras en base a la definición dada. Si no se aciertan las seis palabras, la persona que tenía menos puntos puede optar al rebote.
La persona que consigue más puntos lleva 250 € de premio y opta a conseguir el bote, además de volver el día siguiente. La segunda persona con más puntos lleva 150 € y vuelve a participar el día siguiente. La persona con menos puntos no repite, y lleva de premio un libro de la Editorial Galaxia.

## Participantes
En septiembre de 2018 el concursante de Riotorto Eloy Troitas llevó el mayor bote, de 29 300 euros. Hay un límite de 50 participaciones, que sólo consiguió en mayo de 2018 el concursante Alberto García Prado.
En Navidad suele haber varias ediciones especiales, con la participación de personalidades conocidas. También hubo ediciones especiales infantiles con niños y niñas de 4º curso de educación primaria de varios centros educativos, 